# Liam
Liam (englische Aussprache: [ˈliː.əm], deutsche Aussprache: [ˈliː.am]) ist ein männlicher Vorname.

## Herkunft und Bedeutung
→ Hauptartikel: Wilhelm
Beim Namen handelt es sich um eine irische Kurzform des Namens William.

## Verbreitung
Der Name Liam ist international weit verbreitet.
In Irland gehört der Name seit den 1990er Jahren zu den beliebtesten Jungennamen. Im Jahr 2021 belegte er Rang 6 in den Vornamenscharts.
Im Vereinigten Königreich wurde der Name Liam in den 1980er Jahren populär. Seit den 1990er Jahren ist er dort sehr beliebt. Auch in den USA gehört der Name zu den am häufigsten vergebenen Jungennamen. Seit 2017 steht der Name an der Spitze der Vornamenscharts (Stand: 2021). In Kanada, Australien und Neuseeland ist der Name ebenfalls weit verbreitet.
In den Niederlanden wird der Name seit Anfang der 1970er Jahre jährlich bei der Namenswahl berücksichtigt. Seit der Jahrtausendwende ist seine Popularität stark gestiegen, er befindet sich seit dem Jahr 2010 dauerhaft in den Top-30. Im Jahr 2023 belegte er Rang 4. In den letzten 10 Jahren wurden circa 6.100 Jungen so genannt. In Belgien wird der Name seit der Jahrtausendwende immer häufiger vergeben. Seit 2017 gehört er zu den 20 beliebtesten Jungennamen des Landes und stand im Jahr 2017 sogar an der Spitze der Vornamenscharts. Ein ähnliches Bild zeigt sich in Frankreich.
Der Name befindet sich in Italien seit 2011 im Aufwärtstrend und seitdem stets in den Top-200, seit 2013 sogar in den Top-100. Im Jahr 2023 belegte er Rang 32. Auch in Spanien und Chile wird der Name gerne vergeben. In Dänemark, Schweden und Norwegen hat sich der Name ebenfalls unter den beliebtesten Vornamen etabliert. Der Name gilt in Grönland und Island als mäßig beliebt.
Die Beliebtheit des Namens steigt auch in Slowenien immer weiter an, sodass der Name in den Top-10 der Hitlisten steht. In Kroatien ist der Name seit 2020 in den Top-50 der Hitlisten. In Bosnien und Herzegowina lag er im Jahr 2023 auf Rang 83. Der Name befindet sich in Polen seit dem Jahr 2002 in den Hitlisten. Seitdem wurde er rund 970 Mal vergeben.
In Österreich wird der Name seit den 2010er Jahren immer beliebter. Im Jahr 2020 lag er auf Rang 32 der Vornamenscharts. Von 1984 bis 2023 wurde der Name etwa 3.400 Mal vergeben.
Liam kommt in Namensgebung der Schweiz seit Mitte der 1940er Jahre vor, er wird seit Ende der 1970er Jahre regelmäßig vergeben. Der Name wurde auch seit den 2000er Jahren immer beliebter. Seit 2013 gehört er zu den 3 am häufigsten vergebenen Jungennamen des Landes (Stand 2020). In den letzten 10 Jahren wurde er rund 4.200 Mal gewählt. Die Vergabe ist auch in Liechtenstein nachgewiesen.
In Deutschland wird Liam seit den späten 1990er Jahren regelmäßig vergeben. Vor allem ab der Mitte der 2000er Jahre nahm die Popularität des Namens immer weiter zu. Inzwischen hat sich der Name unter den beliebtesten Jungennamen etabliert. Im Jahr 2021 belegte der Name Rang 15 in den Hitlisten.
Der Name befand sich in Israel von 2014 bis 2020 stets in den Top-50. Seit 2012 ist der Name in Puerto Rico in den Top-100. Zwischen 2020 und 2022 belegte den ersten Rang den Hitlisten. In Mexiko lag er im Jahr 2020 und 2021 in den Top-100. In Argentinien belegte er im Jahr 2021 Rang 6.

## Namensträger

### A
- Liam Adams (* 1986), australischer Langstreckenläufer
- Liam Adcock (* 1996), australischer Leichtathlet
- Liam Ahern (1916–1974), irischer Politiker (Fianna Fáil)
- Liam Aiken (* 1990), US-amerikanischer Schauspieler
- Liam Archer (1892–1969), irischer Offizier; 1949 bis 1952 Chef des Generalstabes der Streitkräfte
- Liam Aylward (* 1952), irischer Politiker (Fianna Fáil)

### B
- Liam Bertazzo (* 1992), italienischer Radsportler
- Liam Boyce (* 1991), nordirischer Fußballspieler
- Liam Boyle (* 1985), britischer Schauspieler
- Liam Brady (* 1956), irischer Fußballspieler
- Liam Brearley (* 2003), kanadischer Snowboarder
- Liam Bridcutt (* 1989), schottischer Fußballspieler
- Liam Kofi Bright, britischer Philosoph
- Liam Broady (* 1994), britischer Tennisspieler
- Liam Brown (* 1999), schottischer Fußballspieler
- Liam Burke (1928–2005), irischer Politiker (Fine Gael)
- Liam Burt (* 1999), schottischer Fußballspieler
- Liam Byrne (* 1970), britischer Politiker (Labour Party)

### C
- Liam Carpenter (* 1996), englisch-deutscher Basketballspieler
- Liam Caruana (* 1998), italienischer Tennisspieler
- Liam Stephen Cary (* 1947), US-amerikanischer römisch-katholischer Bischof
- Liam Cashin (* 1997), australischer Leichtathlet
- Liam Chipperfield (* 2004), schweizerisch-australischer Fussballspieler
- Liam Churchill (* 2000), dänischer Basketballspieler
- Liam Condon (* 1968), irischer Manager
- Liam Cooper (* 1991), schottischer Fußballspieler
- Liam Corrigan (* 1997), US-amerikanischer Ruderer
- Liam Cosgrave (1920–2017), irischer Politiker (Fine Gael)
- Liam T. Cosgrave (* 1956), irischer Politiker (Fine Gael)
- Liam Craig (* 1986), schottischer Fußballspieler und Gewerkschaftsvorsitzender
- Liam Cunningham (1915–1976), irischer Politiker (Fianna Fáil)
- Liam Cunningham (* 1961), irischer Schauspieler

### D
- Liam Dallimore (* 1996), neuseeländischer Eishockeyspieler
- Liam D’Arcy Brown (* 1970), britischer Sinologe und Reiseschriftsteller
- Liam Davies (* 2006), walisischer Snookerspieler
- Liam Davison (1957–2014), australischer Schriftsteller
- Liam Delap (* 2003), englisch-irischer Fußballspieler
- Liam Donnelly (* 1996), nordirischer Fußballspieler
- Liam Draxl (* 2001), kanadischer Tennisspieler
- Liam Dunn (1916–1976), US-amerikanischer Schauspieler

### F
- Liam Fitzgerald (1949–2025), irischer Politiker (Fianna Fáil)
- Liam Fontaine (* 1986), englischer Fußballspieler
- Liam Foudy (* 2000), kanadischer Eishockeyspieler
- Liam Fox (* 1961), britischer Politiker (Conservative Party)
- Liam Fox (* 1984), schottischer Fußballspieler und -trainer
- Liam Fraser (* 1998), kanadischer Fußballspieler

### G
- Liam Gallagher (* 1972), englischer Musiker
- Liam Garrigan (* 1981), englischer Schauspieler
- Liam Garvey (* 1973), US-amerikanischer Eishockeyspieler
- Liam Genockey (* 1948), irischer Fusionmusiker
- Liam Gillick (* 1964), britischer Maler, Bildhauer und Objektkünstler
- Liam Gillion (* 2002), neuseeländischer Fußballspieler
- Liam Graham (* 2004), schottischer Snookerspieler
- Liam Grimshaw (* 1995), englischer Fußballspieler

### H
- Liam Hamilton (1928–2000), hoher irischer Richter
- Liam Harvey (* 2005), schottischer Fußballspieler
- Liam Hawley, US-amerikanischer Schauspieler
- Liam Heath (* 1984), britischer Kanute und Olympiasieger
- Liam Hemsworth (* 1990), australischer Schauspieler
- Liam Henderson (* 1996), schottischer Fußballspieler
- Liam Hess (* 1992), britischer Schauspieler
- Liam Highfield (* 1990), englischer Snookerspieler
- Liam Horner (1943–2003), irischer Radrennfahrer
- Liam Hourican (1944–1993), irischer Journalist, Pressesprecher und EU-Beamter
- Liam Howlett (* 1971), britischer Musiker
- Liam Hyland (* 1933), irischer Politiker (Fianna Fáil)

### J
- Liam James (* 1996), kanadischer Schauspieler

### K
- Liam Kavanagh (1935–2021), irischer Politiker (Irish Labour Party)
- Liam Kelly (1922–2011), irischer Politiker
- Liam Kelly (* 1990), schottischer Fußballspieler
- Liam Kelly (* 1996), schottischer Fußballspieler
- Liam Kenny (* 1977), irischer Squashspieler
- Liam Kirk (* 2000), britischer Eishockeyspieler
- Liam Krall (* 2002), US-amerikanischer Tennisspieler
- Liam Kranz (* 2003), liechtensteinischer Fussballspieler
- Liam Kristjanson (* 2001), kanadischer Volleyballspieler

### L
- Liam Lawlor (1945–2005), irischer Politiker (Fianna Fáil)
- Liam Lawrence (* 1981), irischer Fußballspieler
- Liam Lawson (* 2002), neuseeländischer Automobilrennfahrer
- Liam Lindsay (* 1995), schottischer Fußballspieler
- Liam Livingstone (* 1993), englischer Cricketspieler
- Liam Lynch (1893–1923), irischer Offizier in der IRA
- Liam Lynch (* 1970), US-amerikanischer Musiker, Puppenspieler und Regisseur

### M
- Liam Mac Cóil (* 1952), irischer Schriftsteller und Literaturkritiker
- Liam MacDaid (1945–2023), irischer Geistlicher, römisch-katholischer Bischof von Clogher
- Liam Maendl-Lawrance (* 2004), deutscher Dartspieler
- Liam McArthur (* 1967), schottischer Politiker (Liberal Democrats)
- Liam McCormick (1916–1996), irischer Architekt
- Liam McCullough (* 1997), US-amerikanischer American-Football-Spieler
- Liam McIntyre (* 1982), australischer Schauspieler
- Liam McNeill (* 1984), US-amerikanischer Schauspieler
- Liam Mellows (1892–1922), irischer Revolutionär, Republikaner und Politiker
- Liam Millar (* 1999), kanadischer Fußballspieler
- Liam Miller (1981–2018), irischer Fußballspieler
- Liam Moore (* 1993), englischer Fußballspieler
- Liam Morrison (* 2003), schottischer Fußballspieler
- Liam Mour (* 1990), deutscher Musikproduzent und Filmkomponist

### N
- Liam Naughten (1944–1996), irischer Politiker (Fine Gael)
- Liam Neeson (* 1952), nordirischer Schauspieler
- Liam Noble (* 1968), britischer Jazz-Pianist

### O
- Liam O’Brien (1913–1996), US-amerikanischer Drehbuchautor
- Liam O’Brien (* 1976), US-amerikanischer Synchronsprecher
- Liam O’Brien (* 1994), kanadischer Eishockeyspieler
- Liam Ó Buachalla (1899–1970), irischer Politiker (Fianna Fáil)
- Liam O’Flaherty (1896–1984), irischer Schriftsteller

### P
- Liam Palmer (* 1991), schottischer Fußballspieler
- Liam Parsons (* 1977), kanadischer Leichtgewichts-Ruderer
- Liam Payne (1993–2024), britischer Sänger der Band One Direction
- Liam Pierron (* 2001/2002), französischer Schauspieler
- Liam Pitchford (* 1993), englischer Tischtennisspieler
- Liam Polworth (* 1994), schottischer Fußballspieler
- Liam Pullen (* 2005), englischer Snookerspieler

### Q
- Liam Quaide (* 1979), irischer Politiker (Social Democrats)

### R
- Liam Reddox (* 1986), kanadisch-britischer Eishockeyspieler
- Liam Reilly (1955–2021), irischer Singer-Songwriter
- Liam Ridgewell (* 1984), englischer Fußballspieler
- Liam Rosenior (* 1984), englischer Fußballspieler

### S
- Liam Scales (* 1998), irischer Fußballspieler
- Liam Scarlett (1986–2021), britischer Choreograph und Tänzer
- Liam Shaw (* 2001), englischer Fußballspieler
- Liam Skelly (* 1941), irischer Politiker (Fine Gael)
- Liam Slock (* 2000), belgischer Radrennfahrer
- Liam Smith (* 1988), britischer Boxer
- Liam Smith (* 1996), schottischer Fußballspieler
- Liam Stewart (* 1994), britisch-neuseeländischer Eishockeyspieler

### T
- Liam Talbot (* 1981), australischer Autorennfahrer
- Liam Tancock (* 1985), britischer Schwimmer
- Liam Trotter (* 1988), englischer Fußballspieler
- Liam Tuohy, irischer Schauspieler
- Liam Twomey (* 1967), irischer Politiker (Fine Gael)

### W
- Liam Waite (* 1971), US-amerikanischer Schauspieler
- Liam Walker (* 1988), gibraltarischer Fußballspieler
- Liam Walsh (* 2001), australischer Radsportler
- Liam Williams (* 1991), walisischer Rugby-Union-Spieler
- Liam Wooding (* 1993), australischer Fußballspieler

## Familienname
- Levin Liam (* 1999), deutscher Schauspieler

## Sonstiges
- Liam (Film), ein Filmdrama von Stephen Frears aus dem Jahr 2000